# Epsilonoides acanthophorus
Epsilonoides acanthophorus är en rundmaskart som beskrevs av Steiner 1931. Epsilonoides acanthophorus ingår i släktet Epsilonoides och familjen Epsilonematidae. Inga underarter finns listade i Catalogue of Life.